# Розроби
Розро́бники (англ. Devs) — американський серіал у жанрі науково-фантастичної драми, що був створений Алексом Ґарлендом та вийшов на потоковому сервісі Hulu у березні 2020 року. Сюжет будується на історії дівчини Лілі, яка працює у відділі шифрування таємничої корпорації та намагається з'ясувати, що відбулося з її зниклим безвісти хлопцем.
Серіал отримав у цілому позитивні відгуки критиків, які оцінили багатожанровість та авторський стиль Ґарленда, але засумнівалися у повільному темпі і акторській роботі. Серіал не планують продовжувати на другий сезон.

## Сюжет
Лілі Чан (Соноя Мідзуно) працює разом зі своїм хлопцем Сергієм (Карл Глусман) в технологічній компанії Amaya. Керівник компанії Форест (Нік Офферман) вирішує підвищити Сергія і запрошує його в секретний підрозділ, членів якого і називають «розроби». Сергій зникає, а Лілі намагається з'ясувати, що сталося.

## У ролях
- Соноя Мідзуно у ролі Лілі Чан, комп'ютерної інженерки компанії Amaya
- Нік Офферман у ролі Фореста, виконавчого директора компанії Amaya
- Цзінь Ха у ролі Джеймі, спеціаліста з кібербезпеки та колишнього хлопця Лілі
- Зах Греньє у ролі Кентона, директора відділу безпеки компанії Amaya
- Кейлі Спейні у ролі Ліндона, працівника компанії Amaya
- Стівен МакКінлі Хендерсон у ролі Стюарта, працівника компанії Amaya
- Елісон Пілл у ролі Кеті, дизайнерки компанії Amaya
- Карл Ґлусман у ролі Сергія, працівника компанії Amaya та хлопця Лілі

## Розробка та реліз
У березні 2018 року стало відомо, що Алекс Ґарленд, автор фільмів Ex Machina та Анігіляція, планує зняти свій перший серіал для каналу FX. Керівництво каналу зазначило, що він не лише напише сценарій та зрежисує усі серії, а й виступить виконавчим продюсером проєкту. Сам Алекс Ґарленд зізнався, що телевізійна індустрія більше відкрита до несподіваних ідей, тому можливість розтягнути сюжет на декілька серій дає більшу творчу свободу. Пізніше режисер зізнався, що новий серіал, як і минулі його фільми, буде науково-фантастичним. І додав, що події «Розробів» будуть розвиватися у сучасному світі.
На головну роль у серіал режисер запросив Соною Мідзуно, яка вже знялася у минулих фільмах Ґарленда.
На початку 2020 року з'явилася інформація про те, що хоча серіал зняв канал FX, вийде він на потоковому сервісі Hulu. Тоді ж стало відомо, що другий сезон не заплановано, адже, за словами Ґарленда, він «не вміє знімати незакінчені історії».
Перший трейлер серіалу вийшов у січні 2020 року. Портал Concreteplayground відзначив: «Очікуйте змови, футуристичне захоплення технологіями, темні та яскраві образи. Це нормально, що поки серіал не показує всі карти, але картина вже інтригуюча».

## Відгуки
Критики тепло прийняли серіал «Розроби» і відзначили, що шоу вийшло у дусі інших проєктів Ґарленда: заплутаним, складним і не надто доброзичливим до непідготовленого глядача. Оглядач сайту IndieWire Бен Треверс написав, що «Розроби» є «загадковими, тому в їхніх таємницях дуже цікаво розбиратися», а сюжет змушує глядача докладати зусиль, щоб стежити за історією. Журналістка Collider Хейлі Фаутч відзначила: «У кожній серії „Розроби“ перетворюються на справжній хоррор — через постійне почуття параної і повільної тривоги, яка часто підкреслюється короткими, гострими спалахами страхітливої жорстокості». Окремо критики відзначили роль Ніка Оффермана. У виданні Variety помітили, що його персонаж «постійно на своїй хвилі, навіть коли не один. І це якщо зроблено навмисно, то він дійсно втратив зв'язок з людством».
Українські критики в цілому позитивно відгукнулися про серіал. Сайт Vertigo, зокрема, відзначив візуальне та музичне оформлення: «Кожен епізод починається з чогось на кшталт увертюри — випадкових сцен, які прояснюються трохи згодом. Візуально це споглядати — справжня насолода. Футуризм цієї історії, гайт-тек Сан-Франциско напрочуд добре римується з філософськими ремінісценціями та нуарними настроями». Сайт Українська правда оцінив фірмовий стиль режисера: «Його фантастика — лише форма задля вияву складних людських стосунків, чи це стосунки чоловіка та жінки, батька та доньки чи підлеглого та начальника». Видання Новое время включило «Розробів» у список серіалів для втечі з реальності і додало: «Ґарленд ілюструє спробу людини зробити крок за останню технологічну, наукову грань і зрозуміти невідоме».